# Abrsia
Abrsia is een geslacht van eenoogkreeftjes uit de familie van de Abrsiidae. De wetenschappelijke naam van het geslacht is voor het eerst geldig gepubliceerd in 2008 door Karanovic.

## Soorten
- Abrsia misophrioides Karanovic, 2008